# Józef Mianowski
Józef Mianowski (ur. 6 stycznia 1804 w parafii Śmiła w powiecie humańskim na Ukrainie, zm. 6 stycznia 1879 w Senigalli we Włoszech) – polski lekarz, działacz społeczny, rzeczywisty radca stanu. W latach 1862–1869 rektor warszawskiej Szkoły Głównej. Swoją uczynnością zyskał sobie sympatię i miłość polskich studentów. Jego imieniem nazwano powołaną w roku 1881 fundację Kasa im. Józefa Mianowskiego, reaktywowaną w 1991 roku, wspierającą pobyty obcokrajowców w Polsce prowadzących badania naukowe (głównie z krajów Europy Środkowej i Wschodniej).

## Życiorys
W młodości uczęszczał do szkoły bazyliańskiej w Humaniu, gdzie zaprzyjaźnił się z Sewerynem Goszczyńskim, późniejszym poetą romantycznym i belwederczykiem. Po ukończeniu w 1827 roku studiów medycznych na Cesarskim Uniwersytecie Wileńskim pracował jako asystent Jędrzeja Śniadeckiego w klinice chorób wewnętrznych. Przyjaźnił się z Juliuszem Słowackim. W 1831 roku ożenił się z Aleksandrą, córką profesora Bécu, która zmarła rok później podczas pierwszego porodu. 
Był wykładowcą fizjologii i terapii ogólnej oraz zoofizjologii na weterynarii. Lekarz, od 1838 roku zastępca profesora na Akademii Medyko-Chirurgicznej w Wilnie (pracował tam do roku 1842). W tym czasie trzykrotnie odznaczany przez cara pierścieniem brylantowym. Przez jakiś czas ukrywał w swojej klinice chorego emisariusza Szymona Konarskiego.
W 1840 roku został aresztowany i poddany ciężkiemu śledztwu. Po ponad pół roku wyszedł na wolność i został zrehabilitowany. Trafił do Sankt Petersburga, gdzie objął katedrę psychiatrii w tamtejszej Akademii Medyko-Chirurgicznej, zarządzał również kliniką ginekologiczną i dziecięcą. W 1848 roku otrzymał stanowisko nadwornego lekarza córki cara Mikołaja I, Marii Leuchtenbergskiej. Przeszedł na emeryturę w 1860 roku, pozostał jednak nadal lekarzem Marii i wielu arystokratycznych rodzin, miał rozliczne kontakty na dworze carskim.
W latach 1862–1869 był rektorem warszawskiej Szkoły Głównej, jedynej w owym czasie polskiej uczelni wyższej w zaborze rosyjskim. Swoim rektorskim przemówieniem inauguracyjnym z 25 listopada 1862 roku, w którym przypominał związki Polski z kulturą Zachodu, zyskał sobie ogromną popularność.
W okresie powstania styczniowego 1863 roku Mianowski wspierał studentów i chronił przed represjami (wykorzystał w tym celu swoje znajomości wśród rosyjskiego dworu i arystokracji), celowo pomniejszając wobec władz carskich ich udział w powstaniu. Wielu spośród uczestniczących w walkach figurowało na sfałszowanych listach obecności Szkoły. W końcowej fazie powstania i po jego upadku do Szkoły Głównej zapisało się wielu uczestników, zatajając swą powstańczą przeszłość. Dzięki Józefowi Mianowskiemu Szkoła Główna uniknęła represji popowstaniowych i była swoistym azylem dla młodzieży, której udało się wyjść z powstania.
W 1868 roku zabiegał o przemianowanie Szkoły Głównej na Uniwersytet Warszawski. Sukces okupiony został jednak rusyfikacją uczelni, co spowodowało u Mianowskiego rozgoryczenie i decyzję o opuszczeniu kraju. Przeniósł się do Włoch do Senigalli, gdzie wybudował sobie willę. Zamieszkał tam ze swoją drugą żoną, Rosjanką niemieckiego pochodzenia, Nadieżdą Haller, która po śmierci Józefa Mianowskiego wystawiła mu neogotyckie mauzoleum (zniszczone ostrzałem artyleryjskim w 1944 roku, a następnie odbudowane na własny koszt przez żołnierzy 2 Korpusu). Józef Mianowski zmarł bezpotomnie.
W 1881 roku wychowankowie Szkoły Głównej, czcząc pamięć jej rektora, utworzyli "Kasę pomocy dla osób pracujących na polu naukowem im. dr. med. Józefa Mianowskiego". 